# Tango milonga
Tango milonga, inny tytuł Oh, Donna Clara – znany szlagier, tango, które powstało przed II wojną światową. Autorem muzyki jest Jerzy Petersburski, a słów Andrzej Włast.
Utwór został skomponowany dla rewii Warszawa w kwiatach.
7 marca 1929 w teatrzyku „Morskie Oko” piosenkę tę zaśpiewała po raz pierwszy Stanisława Nowicka wspomagana przez tercet Eugeniusz Bodo, Roland (Witold Konopka) i Ludwik Sempoliński. Po zakupieniu przez firmę Wiener Boheme Verlag praw do rozpowszechniania utworu w Austrii z tekstem Fritza Löhnera-Bedy i pod zmienionym tytułem „Oh Donna Clara” stała się ona światowym przebojem. Już w 1931 można ją było usłyszeć na Broadwayu w rewii Ala Jolsona „The Wonder Bar”, jednak skandal, który wtedy nastąpił (Amerykanie pominęli nazwisko polskiego kompozytora, a jego muzykę przypisali Austriakowi Robertowi Katscherowi, co wywołało gwałtowny protest Petersburskiego) na jakiś czas przyhamował popularność utworu. Jego druga młodość zaczęła się dopiero w roku 1954 od zwycięstwa w konkursie dawnych melodii w Amsterdamie (tym razem tango w wersji holenderskiej wykonał Bruno Majcherek).
W Polsce po II wojnie światowej największą popularnością cieszyła się ta piosenka w interpretacji Mieczysława Fogga. Jej wykonania podjęła się też nieco później Irena Santor.
Melodia z tekstem w języku niemieckim została wykorzystana w filmie „Los człowieka”, a także w filmie „Lokaj i księżniczka” (Der Butler und die Prinzessin) z 2007 r.
Tango milonga, tango mych marzeń i snów,
Niechaj me serce ukołysze!
Tango milonga jak dawniej grajcie mi znów,
Zabijcie tę dręczącą ciszę!
Żegnajcie, dawne wspomnienia,
Żegnajcie, burze i serc uniesienia,
Czas wszystko odmienia,
Kochanko ma, żegnam Cię, wspomnij mnie!
Tango milonga, tango mych marzeń i snów,
Niechaj ostatni raz usłyszę...